# شیپتون آندر ویچوود
شیپتون آندر ویچوود (به انگلیسی: Shipton-under-Wychwood) یک روستا در بریتانیا است که در بورفورد واقع شده‌است. شیپتون آندر ویچوود ۱٬۲۴۴ نفر جمعیت دارد.